# El infierno (historieta de Superlópez)
El infierno es una historieta creada por Jan en 1996, perteneciente a la serie Superlópez.

## Sinopsis
Unos siniestros personajes aparecen en la oficina, en busca del jefe. Este no quiere verlos, pero irrumpen en su despacho, donde se encontraba junto con López. Los visitantes resultan ser el Diablo Cojuelo, un par de secuaces y el Diablo en persona —o Satanás, a quien la secretaría llama Sanatas—, enviados por el mismo Lucifer. López, tras embotellar al Diablo Cojuelo consigue transformarse en secreto en Superlópez y expulsar al Diablo, quien le reclama al jefe el cumplimiento de un contrato. Este le explica entonces a Superlópez que firmó un contrato «para asuntos de márketing y captación de condenados con capacidad de modernizar la organización del infierno», pero que al arrepentirse había condenado su alma como cláusula de rescate. Superlópez decide dirigirse al infierno para buscar el contrato y evitar que llegue manos de Lucifer.
| Camino del Infierno, tanto anda el cojo como el viento... —Texto introductorio de la aventura, atribuido al Diablo Cojuelo |

El Diablo Cojuelo guía a Superlópez hasta la entrada al infierno, donde se puede leer «DEJAD LOS QUE AQVÍ ENTRÁIS TODA ESPERANZA», pero logra al mismo tiempo escaparse. Superlópez se adentra persiguiendo al Diablo Cojuelo, y cruza el río Aqueronte gracias al barquero Caronte, que le deja en el Limbo. Al pasar conoce a Julio César, Homero y Sócrates y, tras solucionar los problemas informáticos de Minos —quien se ocupa de la admisión—, este le arroja adentro. Continúa la persecución por el 2º círculo de los lujuriosos, el 3º círculo de los glotones —donde conoce a Ciacco y al can Cerbero— y el 4º círculo —donde se encuentra con Plutón— de los avaros y los pródigos, que luchan eternamente. Después de llegar al 5º círculo —de los irascibles y los orgullosos— y tras atravesar la laguna Estigia, se vuelve a encontrar con Satanás, quien se ocupa de los contratos. Superlópez logra despistar a las Erinnias —o Furias— y huye seguidamente de la Gorgona. Habiendo dejado atrás el 6º círculo de los herejes y sectarios, se enfrenta al Minotauro y pasa al 7º círculo. Allí, recorre el recinto de los violentos y dictadores, el de los suicidas, escapa de los centauros de Quirón y del recinto de los pirómanos. Superlópez baja al Malebolge —el 8º círculo— con Gerión, y en sus primeras fosas encuentra a proxenetas y alcahuetes, a lisonjeros y aduladores, a simoníacos, y a charlatanes. Acompañado de Cojuelo y con el contrato, se dispone a buscar la salida, pero al llegar a la fosa de los hipócritas se da cuenta de que ha perdido el contrato, al diablo Cojuelo y hasta su capa. En la 8ª fosa, —de los ladrones— se enfrenta a Caco y Botafuego, y atraviesa las fosas de los malos consejeros —donde se encuentra a Goebbels, Ulises y Maquiavelo—; de los escandalosos, cismáticos y herejes; y de los falsificadores y calumniadores, donde consigue recuperar su capa. Se dirige entonces a la Judesca, el 9º y último círculo, de los traidores. Tras conocer a los gigantes, se encuentra con Bruto, Casio y Judas, quienes juegan a las cartas mientras Lucifer agita sus alas y se dispone a sellar con su dedo el contrato por el que el jefe perderá su alma. En el momento del sello Superlópez se interpone, tras lo que se despierta en llamas en su habitación. Aparentemente todo ha sido un sueño, pero en la calle se encuentra de nuevo a las Furias, que se dirigen en taxi hacia donde Superlópez les había indicado.

## Concepción y trayectoria editorial
La concepción de esta aventura se debe —según cuenta el autor— a una declaración del Papa de que el infierno realmente existía. Tras esto, Jan se dedicó como tiene acostumbrado a documentarse acerca del tema, y consultó obras clásicas como el Fausto de Goethe, El Diablo Cojuelo de Luis Vélez de Guevara o La Divina Comedia de Dante, las cuales le sirvieron de inspiración o modelo. El dibujante ha declarado en alguna ocasión que El infierno se trata de una de sus obras favoritas.
Esta historieta, comenzada a publicar por entregas en el número 65 de Mortadelo Extra, fue la última que se publicaría de este modo, con apenas la publicación de su primer capítulo. A partir de entonces, Ediciones B editaría únicamente las aventuras del personaje en formato de álbum, y esta aventura apareció publicada finalmente en el álbum número 28 de la colección Olé!, y más tarde sería recopilada en el tomo número 6 de la colección Súper Humor Superlópez. También, apareció en la colección Las Mejores Historietas del Cómic Español, como parte de una promoción del diario El Mundo.